# Équateur céleste

L'équateur céleste est incliné d'environ 23° 26' par rapport au plan de l'écliptique.

 (août 2024).
Pour les articles homonymes, voir Équateur et Céleste.
L'équateur céleste, en astronomie, est un grand cercle, tracé sur la sphère céleste, qui est la projection de l'équateur terrestre sur celle-ci.
Par extension, l'équateur céleste correspond, pour un objet céleste donné, à la projection de l'équateur de cet objet sur la sphère céleste.

## Propriétés
Du fait de l'inclinaison de l'axe de la Terre, l'équateur céleste est incliné d'environ 23° 26' par rapport au plan de l'écliptique. L'équateur céleste coupe l'écliptique en deux points opposés, dont l'un est le point vernal ou point Gamma, et l'autre est parfois appelé le point Omega.
En coordonnées équatoriales, par définition tous les points de l'équateur céleste ont une déclinaison égale à 0°.
Si un observateur se tient sur l'équateur terrestre, il perçoit l'équateur céleste comme un demi-cercle passant par le zénith et coupant son horizon à l'est et à l'ouest. S'il se déplace vers le nord (respectivement vers le sud), l'équateur céleste semble s'incliner vers l'horizon sud (respectivement nord). Cependant, puisque l'équateur céleste est une projection sur la sphère céleste et que celle-ci est située infiniment loin, les extrémités du demi-cercle sont toujours situées à l'est et à ouest sur l'horizon. Relativement à la sphère céleste, l'axe de rotation de la Terre est parfois appelé l'axe du Monde, et il coupe la sphère céleste en deux points opposés qui sont les pôles de l'équateur céleste.

## Débris spatiaux
Le plan équatorial, qui contient les équateurs céleste et terrestre, mais aussi l'orbite géostationnaire et la plupart des orbites de rebut, est la partie de l'espace la plus densément peuplée en débris spatiaux.

## Constellations
L'équateur céleste traverse les constellations suivantes :
- Poissons ;
- Baleine ;
- Taureau ;
- Éridan ;
- Orion ;
- Licorne ;
- Petit Chien ;
- Hydre ;
- Sextant ;
- Lion ;
- Vierge ;
- Serpent ;
- Ophiuchus ;
- Aigle ;
- Verseau.